# Léon Fairmaire
Léon Marc Herminie Fairmaire est un entomologiste français, né le 29 juin 1820 à Paris et mort le 1er avril 1906 dans cette même ville.
Spécialiste des coléoptères, il rassemble une immense collection qui a été comparée à celle du comte Pierre François Marie Auguste Dejean (1780-1845). Elle est actuellement conservée au Muséum national d'histoire naturelle. Il fait paraître près de 450 publications (Liste partielle de ses publications dans Wikispecies)

## Publications

### 1894
- Hétéromères du Bengale. L Fairmaire - Annales de la Société entomologique de Belgique, 1894
- Quelques coléoptères du Thibet L Fairmaire - Annales de la Société Entomologique de Belgique, 1894
- Coléoptères du Kilimandjaro et des environs. L Fairmaire - Annales de la Société Entomologique de Belgique, 1894
- Descriptions de coléoptères d'Algérie. L Fairmaire - Annales de la Société Entomologique de Belgique, 1894
- Description de cinq Coléoptères exotiques. L Fairmaire - Bulletin de la Société entomologique de France, 1894

### Livres
- Histoire naturelle de la France (Musée Scolaire Deyrolle), 8e partie : Coléoptères, chez Émile Deyrolle, Naturaliste, Paris vers 1884.